# سرجان سارر
سرجان سارر (انگلیسی: Sercan Sararer؛ زادهٔ ۲۷ نوامبر ۱۹۸۹) یک بازیکن فوتبال اهل ترکیه است که در پست هافبک بازی می‌کند.
وی همچنین در تیم ملی فوتبال ترکیه بازی کرده است.